# Партия исламского единства Афганистана (Хезбе-и-Вахдат)
Партия исламского единства Афганистана (дари: حزب وحدت اسلامی افغانستان, «Исламская партия единства Афганистана»), сокращенно Хезбе-и-Вахдат (حزب وحدت, «Партия единства»), является афганской политической партией, основанной в 1989 году. Как и большинство современных крупных политических партий в Афганистане, Хезбе-и-Вахдат уходит своими корнями в бурный период антисоветского движения сопротивления в Афганистане в 1980-х годах. Она была сформирована, чтобы объединить девять отдельных военных и идеологических группировок в единое целое.
Политический исламизм был идеологией большинства ее лидеров, но партия постепенно склонялась к своей этнической базе поддержки хазарейцев и стала ключевым проводником политических требований и устремлений сообщества. Благодаря антисоветскому джихаду и гражданской войне «Хизбе-Вахдат» накопила значительный политический капитал среди хазарейцев Афганистана.
Однако к 2009 году «Хизбе-Вахдат» была настолько раздроблена и разделена, что политический вес, который она имела в стране, мало походил на то, каким она была когда-то. Де-факто она распалась как минимум на четыре конкурирующие организации, каждая из которых претендовала на право собственности на имя и наследие Хезб-е Вахдат. Но де-юре продолжает существовать.

## История
После краха просоветского правительства Афганистана в Хазараджате в 1979 году регион попал под контроль Шура-и Энгелаб, наспех собранной региональной организации. Вскоре ей бросили вызов и свергли новые радикальные исламистские группы, которые вели бесконечную борьбу за власть и идеологическую борьбу, однако они были ненасильственными, и различные группы по-прежнему нацеливались на силы СССР в единстве. Войны и конфликты развязывались и велись против войск СССР с сильным идеологическим рвением. Однако ни одна из организаций не смогла определить исход политического контроля над Хазараджатом в свою пользу. Ко второй половине 1980-х годов в регионе возник полный тупик, когда каждая организация была привязана к определенным клочкам территории. В результате возникло непреодолимое желание перемен, которое ощущали как жители села, так и высшие руководители организаций, чтобы объединиться.
Несколько попыток заключить мир и обеспечить стабильность не увенчались успехом. Союзы и коалиции создавались и разрушались. Самыми важными и эффективными из них были «тегеранская восьмёрка», союз восьми крупных организаций, образованный в Тегеране, в 1985 году. Это была наиболее эффективная попытка добиться единства действий руководства организаций, и она должна была стать важным прецедентом для формирования Хизбе-Вахдат. Однако, хотя альянс предоставил хазарейским моджахедам общий политический голос в переговорах и сделках с суннитскими организациями, базирующимися в Пешаваре, Пакистан, он не смог справиться с непрекращающимися идеологическими трениями внутри партии. Для стабилизации региона требовался более радикальный шаг.
С объявлением Советского вывода войск в мае 1988 года. Считалось, что крах кабульского правительства неизбежен, и готовилась драматическая реконфигурация политических раскладов. Это происходило в то время, когда кабульское правительство и правящая партия НДПА переживали острую фракционную и этническую конкуренцию. Падение веры в будущее правительства способствовало возникновению новых политических союзов, в основном между представителями одних и тех же этнических групп, преодолевая идеологический разрыв между моджахедами и официальными лицами НДПА. Тем временем переговоры о формировании временного правительства во главе с суннитскими организациями, базирующимися в Пешаваре, исключили хазарейский альянс, базирующийся в Тегеране. Совокупным эффектом этих событий среди хазарейских организаций стало большее осознание необходимости более коллективных и настойчивых переговоров со своими суннитскими коллегами, если к ним следует относиться серьезно. Именно на этом фоне в политике региона доминировало более радикальное требование объединения и слияния всех существовавших военно-политических организаций в единую партию. По всему региону было проведено несколько встреч, на которых широко обсуждались характер и состав новой партии и роль в ней существующих организаций. В августе 1988 года областной центр г. Именно на этом фоне в политике региона доминировало более радикальное требование объединения и слияния всех существовавших военно-политических организаций в единую партию. По всему региону было проведено несколько встреч, на которых широко обсуждались характер и состав новой партии и роль в ней существующих организаций. В августе 1988 года областной центр г. Именно на этом фоне в политике региона доминировало более радикальное требование объединения и слияния всех существовавших военно-политических организаций в единую партию. По всему региону было проведено несколько встреч, на которых широко обсуждались характер и состав новой партии и роль в ней существующих организаций. В августе 1988 года областной центр г. Бамиан попал в руки хазарейских моджахедов . Это еще больше облегчило и поощрило формирование региональной организации. Операция, приведшая к свержению правительства в Кабуле, координировалась совместно различными силами моджахедов региона.
Отныне Бамиан был центром важных политических событий. Это придало новый импульс продолжающемуся процессу объединения организаций моджахедов в регионе. В городе состоялась последняя встреча, в результате которой в июле 1989 года, менее чем через год после его освобождения, была провозглашена Хизбе-и-Вахдат. Он стал центром политического лидерства и власти новой партии за пределами местного фракционного и личного соперничества местных командиров. Процесс был сформирован и сформирован реалиями войны, фракционностью и потерей контроля политического руководства над военачальниками в регионе. После того, как была сформирована партия, ее лидеры столкнулись с проблемой убеждения своих представителей тегеранской восьмерки и официальных лиц иранского правительства, которым было легче иметь дело с коалицией отдельных партий в Тегеране. Фрагментация хазарейских моджахедов дала иранцам эффективные рычаги для контроля над небольшими организациями, часто связанными с различными религиозными авторитетами и правительственными учреждениями в Иране. Иранцы опасались, что присутствие одной партии в Афганистане может означать, что они потеряют контроль над движением. Кроме того, все более очевидный этнический дискурс внутри партии неблагоприятно воспринимался иранскими властями, которые годами пытались продвигать более паншиитские настроения .политический исламизм в период джихада. Утверждается, что в то время Хусейн Ибрахими, представитель верховного лидера Ирана Али Хаменеи в афганских делах, пытался помешать созданию «Хизб-е Вахдат», чтобы сохранить свое влияние. В конце концов, как только партия была сформирована, иранцы решили работать с ней и поддерживали ее в первые дни ее существования. Но, как показывает последующий ход политических событий, партия должна была проводить довольно независимую политическую стратегию, часто противоречащую иранской политике и интересам в стране.
Как указывает название «Вахдат» («Единство»), основной целью партии было объединение всех шиитских организаций моджахедов под единым политическим руководством. Он был создан в ответ на сильное стремление к единству среди лидеров хазарейцев, а также простолюдинов.
В свою организационную иерархию партия включала следующие ключевые структуры:
- Верховный наблюдательный совет должен был включать в себя высокопоставленных религиозных деятелей и экспертов. В своей надзорной роли совету было поручено контролировать все уровни партии и служить высшим механизмом руководства и контроля над всей деятельностью и политикой партии.
- Следующим и наиболее важным органом внутри партии был ее Центральный совет. Этот орган был самым мощным совещательным и директивным органом внутри партии. Из-за того значения, которое придавалось ему, его членский состав расширился самым драматическим образом. Первоначально планировалось включить 36 членов, но растущая потребность в расширении и включении в партию других деятелей и групп привела к постоянному увеличению численности. Первый съезд партии в сентябре 1991 г. призвал руководство партии содействовать интеграции в партию других шиитских групп и деятелей. Таким образом, было также решено, что центральный и наблюдательный советы могут быть расширены по мере необходимости. На пике своего развития Центральный совет включал более 80 членов, представляющих почти все религиозные и политические группы и влиятельных деятелей региона, а также хазарейских деятелей из городов. Именно благодаря членству и разделению власти в этом совете партии удалось удержать вместе ранее разрозненные и враждебные политические группировки хазарейцев.
- Вахдатский манифест также предусматривал формирование советов провинциального и районного уровня, которые будут отчитываться перед своими соответствующими комитетами в штаб-квартире в Бамиане.[5]

На более мелкие партии оказывалось давление и даже запугивание, чтобы они присоединились к процессу. У многих групп не было другого выбора, кроме как присоединиться к нему: цена пребывания снаружи была бы невыносимой. Следующие два примера дают представление о сложности этого процесса. Харакат Ислами во главе с шейхом Асифом Мохсини, была основной шиитской партией, отказавшейся присоединиться к Вахдат. В партии преобладали нехазарейские шииты. Первоначально партия была представлена в серии переговоров, но позже Мохсини отказался подписать, выдвинув ряд условий, которые необходимо выполнить. Его условия были истолкованы как нежелание вступать в партию, в которой преобладали исторические хазарейские обиды и политические устремления. Тем не менее, некоторые части его партии присоединились к «Хизб-э Вахдат» либо потому, что новая партия была более многообещающей для политического будущего хазарейцев, либо потому, что давление с целью присоединения было настолько сильным, что ему невозможно было сопротивляться. Ядро партии могло противостоять давлению с целью присоединения главным образом потому, что оно находилось за пределами региона. Тем не менее, она потеряла значительную часть своего хазарейского населения вслед за Хизб-э Вахдат.
 Военный класс, процветавший во время гражданской войны, представлял собой одно из главных препятствий на пути к объединению. Его высшие руководители участвовали в процессе объединения и провели одну из встреч в своем укреплении в районе Джагори провинции Газни .. Однако Васик, главный военачальник Нехзата в округе, отказался демонтировать свою военную структуру и продолжал действовать под именем Нахзата. Это привело к военному столкновению с бывшими командирами Насра, которые сражались на стороне Хезб-э Вахдат. Конфликт привел к полному поражению Нахзата и других более мелких организаций в этом районе в 1993 году. В результате Вахдат в Джагори и большинстве других частей Газни утвердился благодаря военной победе бывших сил Насра.
Его решение участвовать в процессе объединения стало поворотным моментом в развитии духовенства в Хазараджате, поскольку оно символизировало признание хомейнистской гегемонии важными нехомейнистскими элементами духовенства. Он представлял консервативную и нереволюционную составляющую улемов. Он был последователем школы мысли Кхой, умеренной, аполитичной и консервативной линии мышления, противостоящей Хомейни .революционного исламизма в России и господствовавшего среди афганских шиитов до начала 1980-х гг. К тому времени, когда «Хизб-э Вахдат» находилась в стадии становления, Бехешти стал руководить небольшой частью шуры в Наурском районе Газни.
За свою историю партия потерпела три крупных поражения. Первое поражение ознаменовалось его падением в Кабуле и гибелью Мазари от рук талибов в марте 1995 года. Во-вторых, в августе 1998 года северный город Мазари-Шариф был захвачен талибами; город был вторым важным центром северного Альянса после Кабула, а также в нем было сосредоточено большое количество войск Вахдата и гражданских хазарейцев. «Хизб-е Вахдат» сыграла ключевую роль в отражении наступления талибов на город в 1997 году и на этот раз должна была принять на себя основную тяжесть гнева талибов. Тысячи хазарейцев были убиты или заключены в тюрьмы. В-третьих, через несколько недель талибы захватили Бамиан, новую штаб-квартиру партии, еще одним драматическим ходом. Это положило конец политической жизни «Хизб-э Вахдат» как сплоченной политической организации. Падение этих двух городов оказалось не просто военным поражением. Почти все территории, находящиеся под его контролем, были захвачены талибами. Его политические и военные кадры бежали в соседние страны. Халили отправился в Иран. Балхабский район Сарипульского района. Вахдату так и не удалось восстановиться после падения Мазари-Шарифа и Бамиана в руки талибов из-за больших потерь в рядах и на уровне руководства.
Таким образом, «Хизб-э Вахдат» участвовала в политическом процессе после «Талибана», не имея большого политического и военного веса в прошлом. Вахдат по-прежнему утверждал, что представляет хазарейцев, и регион Хазараджат перешел под его контроль после свержения режима талибов. Во Временной администрации Вахдат имел скромный вес; Мухаммад Мохакик представлял партию в качестве одного из заместителей председателя и министра планирования. Новый политический порядок, установленный под эгидой международного сообщества, требовал превращения военно-политических организаций в гражданские политические партии. Его лидерам не хватало политических и военных ресурсов для реорганизации своих истребителей в сколько-нибудь значительном масштабе. В июне 2005 года единственная крупная военная структура, контролируемая партией, Девятый корпус, была расформирована, что привело к прекращению финансовой поддержки центра военному крылу Вахдат. Из-за нехватки ресурсов и слабой организации партия почти прекратила свои военные действия; только в северном Афганистане сохранились некоторые его элементы. Слабость Вахдата по отношению к другим, более обеспеченным ресурсами военно-политическим организациям усугублялась. С положительной стороны, ее лидеры могут претендовать на то, что фактически отказались от своего военного крыла.
Второе и наиболее насущное требование реформ исходило от политического сообщества хазарейцев. Реформирование и возрождение партии как крупнейшей и наиболее влиятельной хазарейской организации было центральным приоритетом для большинства хазарской интеллектуальной и клерикальной элиты. Многие образованные хазарейцы различного идеологического происхождения устремились в Кабул в 2002 году и вызвались играть роль в партии. Идеи реформы и реструктуризации партии были представлены Кариму Халили и Мухаммаду Мохакику, которые считались ключевыми лидерами. С распадом своих военных структур и необходимостью преобразования в полноценную политическую партию «Хизб-и Вахдат» столкнулась с чрезвычайно сложной задачей, которая потребовала радикальных изменений. Переход от военной организации к политической был таким же трудным и для других афганских организаций, созданных в годы войны. Но «Хизб-э Вахдат» столкнулась с собственным уникальным затруднением, вызванным появлением гораздо более многочисленного образованного класса среди хазарейцев. Политические кадры Вахдата были в основном священнослужителями, получившими образование в религиозных школах Афганистана или Ирана и Ирака. В своем восхождении к политическому лидерству они яростно конкурировали с соперниками с университетским образованием и по-прежнему скептически и опасались современных образованных политиков. Они внезапно оказались вынуждены заниматься западными представлениями о демократии, правах человека и так далее. Как и в 1992 году, открытие дверей партии для более образованных хазарейских кадров было предпосылкой для удовлетворения реформистских ожиданий, но возвращение в страну многих молодых хазарейцев, получивших образование в Иране и Пакистане была несоразмерна той угрозе, которую представляло ограниченное число левых и правительственных чиновников, принятых в Вахдат в 1992 г. После 2001 г. партия номинально сохранила свою старую структуру, в которой семь из одиннадцати комиссий внутри Джагори партии возглавляли улемы. Только технические и незначительные должности, такие как комитеты по здравоохранению и археологии, возглавлялись неканцелярскими фигурами. Кроме того, неклерикальные деятели в основном действовали от имени своих высших духовных лидеров. Но открытие партии для растущей светской интеллигенции означало, что их монополия на политическое руководство хазарейским обществом могла быть подорвана.
В то время как некоторые из основателей Вахдата продолжали осуществлять руководство и политическую власть, большинству других повезло меньше. Неспособность возродить партийные структуры привела к тому, что многие из них стали политически маргинализированными. Чиновники второго ранга «Хизб-э Вахдат», такие как большинство членов центрального совета, в основном не могут найти государственную работу. Многие из них предпочли жить в своих родных районах в Хазараджате, вдали от руководства в Кабуле.